# 圖萊里特格湖
46°49′16″N 9°16′59″E / 46.821°N 9.283°E

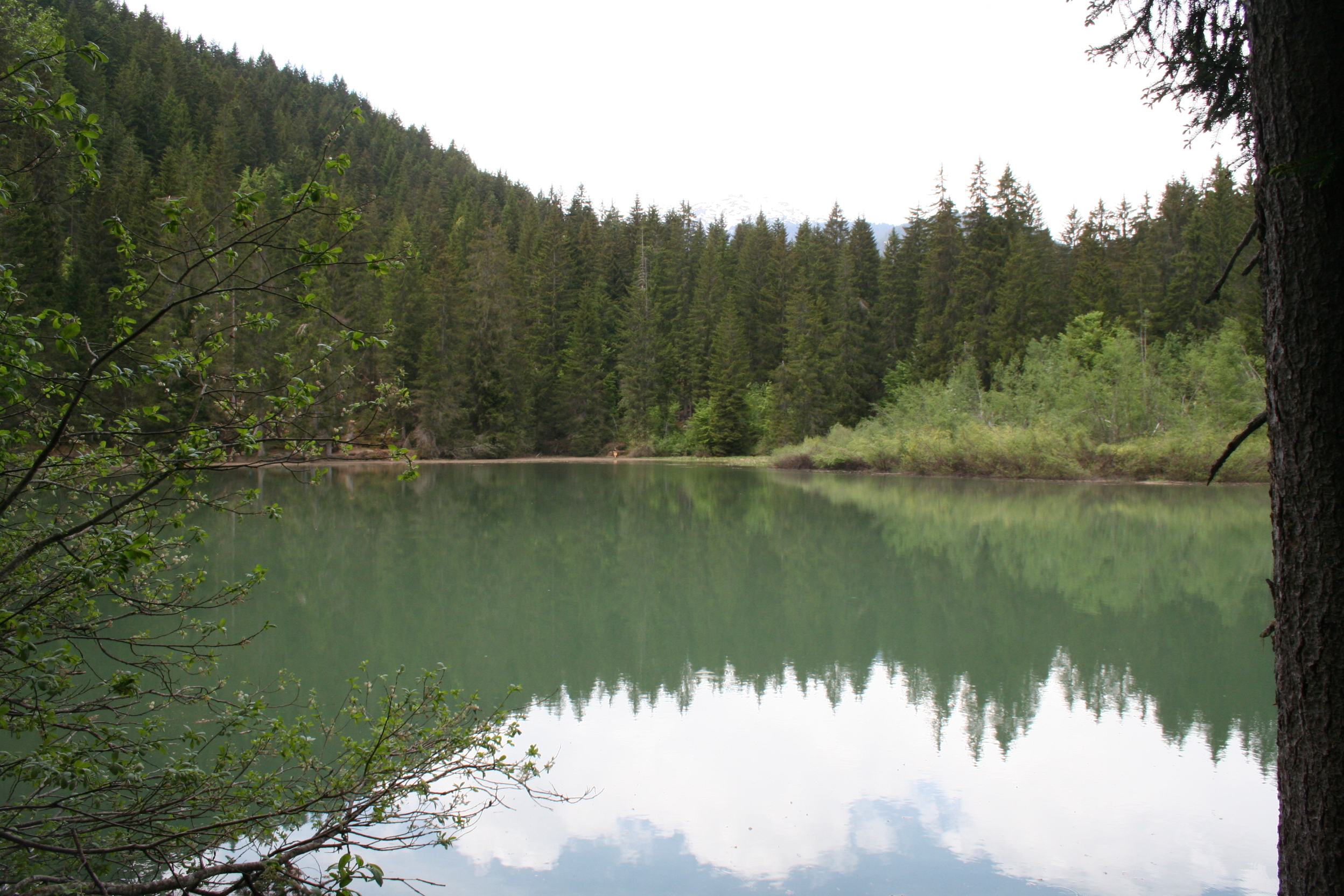

圖萊里特格湖（Lag Prau Tuleritg），是瑞士的湖泊，位於該國東南部，由格勞賓登州負責管轄，處於弗利姆斯，長0.2公里、寬0.1公里，面積0.02平方公里，海拔高度1,015米，最大水深2米。